# Joan Miralhas
Joan Miralhas o Joan Miraillas (fl. XIII secolo) è stato un trovatore di Béziers del tardo secolo XIII.
Nulla sappiamo di lui oltre a questo e al fatto che scrisse un partimen con Raimon Gaucelm, Joan Miralhas, si Dieu vos gart de dol. In esso Raimon pone la questione se Joan preferirebbe avere le suole dei suoi piedi attaccate alla sua testa sì da formare (essere) un cerchio o avere l'intero suo corpo tra la testa e le caviglie in modo che i piedi tocchino il suo mento. La risposta iniziale di Joan al suo umoristico e giocoso "dilemma" è questa:
| Ramon Gauselm, ja negus, ab mo vol, no vuelh semblar, ni n'ai en be razo! Mas l'un penrai, per la festa c'om col! Mais am esser trop fendutz que no pro, c'al mens aurai pider qu'e pas ses meta, si tot m'estai lo braguier sul guinho, et a vos lais que sembles feisseneta e cavalgues en travers, si·eus sap bo. |